# 카르마 요가
카르마 요가(कर्म योग, 붓디 요가) 또는 행도 원칙은 힌두교의 성경인 바가바드 기타의 가르침에 기초한다. 
요가의 주요 분파는 다음과 같다. 하타 요가, 카르마 요가, 즈나나 요가, 박티 요가, 라자 요가 등이 있다. 이는 여섯 정통 요가 학파 (아스티카 āstika) 중의 하나이다.
요가의 4대 기둥 중의 하나로 카르마 요가는 임무(다르마)의 집착에 집중하는 한편 보상에서는 멀리 떨어져 있다. 그것은 해탈(모크샤, 구원) 또는 신(박티)의 사랑을 얻기 위해서 그들의 임무를 상층의 기쁨을 위해 이타적으로 수행하한다고 말한다. 카르마 요가는 나티야 요가와 같은 여러 요가의 많은 파생적인 요가의 본질적인 부분이다. 

## 같이 보기
- 몰입
- 불선근